# مارتین پوسه
مارتین پوسه (انگلیسی: Martín Posse؛ زادهٔ ۲ اوت ۱۹۷۵) بازیکن فوتبال اهل آرژانتین است.
از باشگاه‌هایی که در آن بازی کرده‌است می‌توان به باشگاه ورزشی تنریف، باشگاه فوتبال ولز سارسفیلد، و باشگاه فوتبال اسپانیول اشاره کرد.
وی همچنین در تیم ملی فوتبال آرژانتین بازی کرده‌است.